# 에스타디오 무니시팔 데 부타르케
부타르케 시립 경기장(스페인어: Estadio Municipal de Butarque)은 스페인 레가네스의 다목적 경기장이다. 이 구장은 현재 레가네스의 안방 구장으로 사용되고 있다.

## 역사와 특징
경기장 명칭은 레가네스를 가로지르는 부타르케천의 이름을 따 명명되었는데, 개천의 명칭은 시의 수호성인과 경기장 인근의 공원 명칭을 땄다. 경기장은 1997년에 착공해 이듬해 완공되어 시내 구 구장인 루이스 로드리게스 데 미겔을 대체하기 위해 지어졌다. 부타르케는 1998년 2월 14일에 레가네스와 헤레스 간의 경기로 개장했다.
개장 당시 수용인원은 8,138명이었는데, 2016년에 구단이 라 리가로 승격하면서 수용 인원을 10,954명으로 증대했고, 구역도 4개 구역으로 나누었다.
2016년 4월 29일, 레가네스 시장은 부타르케를 12,000석으로 증대시키는 안을 발표했고, 교통편도 개선할 계획도 덧붙였다.
경기장은 가장 최근에 진행한 확장 공사로 현재 12,454명을 수용할 수 있다.
부타르케는 축구 경기 외에도 페스티마드와 같은 음악 콘서트도 열기도 했다.